# Aleksandar Bursać
Aleksandar Bursać (in serbo Александар Бурсаћ?; Ruma, 19 marzo 1995) è un cestista serbo.

## Palmarès
- Campionato croato: 1

Zara: 2020-21
- Coppa di Croazia: 1

Zara: 2021
- Campionato macedone: 1

MZT Skopje: 2022-2023